# تشارلز كارتر (سياسي)
تشارلز كارتر (بالإنجليزية: Charles W. Carter)‏ هو شخصية أعمال وسياسي أمريكي، ولد في 1870، وتوفي في 1961.